# Thủy điện Nậm He
Thủy điện Nậm He là công trình thủy điện xây dựng trên dòng Nậm He tại vùng đất xã Mường Tùng, huyện Mường Chà, tỉnh Điện Biên, Việt Nam .
Thủy điện Nậm He có công suất lắp máy 16 MW với 2 tổ máy, sản lượng điện hàng năm 59 triệu KWh, khởi công tháng 4/2010, hoàn thành tháng 6/2014 .

## Nậm He
Nậm He là một phụ lưu tả ngạn của nậm Lay , một nhánh phụ bên hữu ngạn sông Đà. 21°58′03″B 103°08′46″Đ / 21,967422°B 103,146119°Đ
Nậm He có lưu vực khoảng 300 km², bắt nguồn 22°00′15″B 102°57′52″Đ / 22,0042°B 102,964512°Đ từ vùng đất các xã Chà Tở, Mường Tùng của huyện Mường Chà, phía bắc tỉnh Điện Biên .

## Chỉ dẫn
1. ↑  Trong tiếng Tày-Thái "Nậm" đã có nghĩa là nước, sông, suối.